# Mikoplazmy
Mikoplazmy – klasa bakterii należąca do typu posibakterie. Są pozbawione ściany komórkowej, posiadają w błonie komórkowej sterol (w odróżnieniu od form L bakterii) odżywiają się w sposób heterotroficzny, pasożyty.

## Chorobotwórczość
Mykoplazmy są grupą bakterii naturalnie opornych na często stosowane antybiotyki, które działają na szlaki syntezy ściany komórkowej np. penicylinę, cefalosporyny, wankomycynę. Wielkość mykoplazm waha się od 0,2-0,3 µm w formie ziarenkowcowatej do 0,1-0,2 x 1 µm w formie laseczkowatej, dlatego bakterie te przechodzą przez powszechnie stosowane w sterylizacji celulozowe lub poliwinylowe filtry o średnicy porów 0,45 µm.

## Wykrywanie
Mykoplazmy wzrastają na podłożach hodowlanych dosyć wolno 2-6 tyg. Wykrycie tej grupy bakterii możliwe jest dzięki zastosowaniu metody PCR.